# 과천청사관리소
과천청사관리소(果川廳舍管理所)는 정부과천청사의 보수·유지·관리에 관한 관리본부의 사무를 분장하는 정부청사관리본부의 소속기관이다. 1998년 2월 19일 발족하였으며, 경기도 과천시 관문로 47에 위치하고 있다. 소장은 고위공무원단 나등급에 속하는 일반직공무원으로 보한다.

## 연혁
- 1985년 12월 31일: 정부제2청사를 관리하기 위해 정부청사관리소에 제2부를 설치.
- 1991년 8월 24일: 정부청사기획운영실 소속으로 변경.
- 1994년 12월 23일: 정부청사수급관리소 소속으로 변경.
- 1996년 12월 31일: 정부청사관리소 제2청사관리부로 개편.
- 1998년 2월 19일: 과천청사관리소로 개편.
- 2016년 12월 27일: 정부청사관리본부 소속으로 변경.

## 조직

### 소장
- 관리과[3]
- 시설과[4]

## 같이 보기
- 정부과천청사